# Colonizadores (The X-Files)
Los colonizadores o colonos (en inglés Colonist) son una especie extraterrestre y también son el grupo principal de antagonistas en la serie de televisión de ciencia ficción The X-Files, así como en la primera película de The X-Files. El misterio que gira en torno a su identidad y propósito se revela lentamente a lo largo de la serie. En la trama de la serie, los Colonizadores colaboran con un grupo de funcionarios del gobierno de los Estados Unidos conocido como el Sindicato en un plan para colonizar la Tierra, de ahí su nombre.

## Historia
Los colonizadores son una avanzadísima civilización extraterrestre con amplios conocimientos tecnológicos y científicos. Se desconocen los detalles de su cultura y sistema de gobierno, aunque la serie establece que han conquistado muchísimos planetas en toda la Galaxia y que planean hacer lo mismo con la Tierra, incluyendo el exterminio de todos los seres humanos del mundo para luego repoblar ellos el planeta -de allí el apodo de "colonizadores"- hecho que sería realizado el 21 de diciembre del 2012.
Algunas teorías que llegan a oídos de Fox Mulder aducen que los colonizadores crearon la vida en la Tierra plantando las semillas genéticas desde hace miles de millones de años, otras teorías apuntan a que fueron ellos que crearon a los humanos únicamente -no a toda la vida en la Tierra- mediante ingeniería genética. En todo caso, es claro que estuvieron visitando constantemente la Tierra desde la prehistoria y la abandonaron durante la última glaciación. 
Un golpe de suerte para el gobierno estadounidense fue el choque de una nave extraterrestre en Roswell (Nuevo México) en 1947 (incidente Roswell) lo que le permitió al gobierno de EE. UU. tener acceso a la tecnología y a cuerpos de estos extraterrestres, naciendo así el Sindicato, un grupo oscuro de personas vinculadas a los gobiernos de las principales potencias mundiales, pero principalmente de EE. UU. y Rusia (Rusia obtuvo material genético extraterrestre tras el Evento de Tunguska) que negoció con los extraterrestres; entregarían a estos miembros de sus familias y permitirían que secuestraran personas para experimentación genética a cambio de un papel en el nuevo "gobierno extraterrestre", durante la serie las acciones del Sindicato parecen estar en total contubernio con los colonizadores, pero en otros parece que planean oponer resistencia mediante ingeniería con fetos extraterrestres y humanos con el cual el Sindicato planeaba crear una vacuna contra el "Cáncer Negro" (el virus mediante el cual se reproducen los Colonizadores) así como crear híbridos humano-extraterrestres que pudieran sobrevivir el holocausto viral, es decir la colonización. Esto se logró finalmente con la "creación" de Cassandra Spender, madre de Jeffrey Spender y esposa de El Fumador. Esto demuestra las diferencias ideológicas que existen dentro del Sindicato.
Contrarios a los colonizadores están los rebeldes sin rostro, aparentemente una especie extraterrestre que fue conquistada por ellos pero que se rebeló. Estos rebeldes se mutilan el rostro cubriendo cada orificio natural (ojos, nariz, boca, oídos) para evitar que el cáncer negro pueda penetrar a sus cuerpos. Sin embargo su capacidad de moverse y actuar sin problemas a pesar de estas mutilaciones hace suponer que tienen otros sentidos especiales. Los rebeldes son enemigos tantos de los colonizadores como de sus colaboradores humanos; el Sindicato. Los rebeldes logran matar no sólo a Cassandra Spender sino a casi todos los miembros del Sindicato
Aliado a los Colonizadores está el Cazarrecompensas, aunque no se aclara en la serie cuantos hay trabajando para ellos, se trata de un extraterrestre metamórfico como los vistos en "Gender Bender"; el Cazarrecompensas trabajan para los Colonizadores asesinando a todos sus enemigos y cualquiera que represente una amenaza a sus planes. La sangre del Cazarrecompensas es ácida, verde y tiene una característica muy particular, si un humano lo hiere y comienza a sangrar, esta liberará vapores de su sangre que provocará que cualquier humano que este cerca al inhalar dichos vapores sufra una coagulación total de su sangre (el único método conocido que puede salvar a su víctima es someter su cuerpo a bajas temperaturas y ser tratado con antiretrovirales), el Cazarrecompensas solo pueden ser asesinados con una herida precisa en la base del cráneo.

## Biología
Son quizás una la de las criaturas más antiguas del Universo, los originales. Están compuestos por la materia prima, Pureza, la fuerza vital misma, capaz de crear vida por sí sola.
En su vida pasan por tres etapas hasta llegar a su madurez: 

### Cáncer Negro
Este virus extraterrestre, llamado también aceite negro es esparcido por El Sindicato. Aparece en forma de un fluido negro espeso. En principio, el virus parece poseer a sus víctimas, en teoría usándolos como huéspedes para un organismo de control, y se conoce cuando alguien está infectado, cuando se ven partículas negras en los ojos de la víctima. Este virus puede controlar la víctima, la cual no está consciente de esto. Con el cáncer negro dentro de ellos, tienen la habilidad de emitir fuertes ataques de luz y radiación.
El virus puede ser transmitido de persona en persona, y una vez que invade un cuerpo humano, se adhiere a la glándula pineal del anfitrión, actuando a modo de toxina paralizante. Se sustenta de los huesos y de los tejidos internos de la persona infectada, a modo de virus, para evolucionar en su interior. El proceso del virus puede detenerse sometiéndole a temperaturas bajo cero.
Actualmente el virus ha mutado, no limitándose solo a invadir el cerebro, a modo de organismo controlador. Ha desarrollado una forma de transformar el cuerpo del anfitrión.
Otra característica es que el aceite negro aparece como una serie de pequeños gusanos que entran en la víctima gradualmente y la dejan en coma. Una vez que la persona está infectada se les usa como huéspedes para repoblar la Tierra con especies alienígenas. Se sabe que este aceite viene de un ovni que viajaba sobre Tunguska, Rusia. Así es como los rusos supieron de la existencia de los colonizadores y sus planes (episodio 4x19 - Tunguska).
El virus es, esencialmente, la fuerza vital de un extraterrestre, como su cerebro, que contiene todos sus recuerdos y pensamientos, solamente que primero usa a los humanos como esclavos para aparecer, luego se gesta y se recrea, y evoluciona en forma de extraterrestre colonizador.
Es altamente radioactivo. El Cáncer Negro se desplaza en forma de Aceite o en forma de Gusanos. Con cualquiera de estas dos formas, la entidad entra al cuerpo anfitrión por las cavidades nasales, oculares, o cualquier cavidad externa, y se mueve por debajo de la piel hasta su destino. El virus puede o no mostrarse y el anfitrión podría estar infectado sin saberlo. Un humano poseído por el Cáncer Negro puede acabar transformándose en extraterrestre, y adquirir habilidades tales como emitir radiaciones de hasta 400 Roentgenes, una fuerza similar a la de la bomba de Hiroshima.

### Ente Recién Nacido
Tras 96 horas, el virus comienza a gestar en el interior de su anfitrión una nueva forma de vida. Alimentándose de los tejidos y órganos internos de su anfitrión, un nuevo ente se desarrolla durante algunas horas (el tiempo que tarda en desarrollarse varía por la temperatura ambiente ya que necesita calor para desarrollarse). Cuando el nuevo ser está listo para nacer, destroza la caja torácica de su anfitrión desde donde sale al exterior.
El Ente Recién Nacido tiene forma de reptil. Debe tenerla debido al peligro que lo acechará hasta que encuentre un lugar donde continuar con su desarrollo. Solo está en parte desarrollado, debe conseguir un lugar lo suficientemente caliente para sufrir una última metamorfosis, después de la cual habrá alcanzado su madurez. Posee una gran ferocidad, tiene garras retráctiles y considerable tamaño. Cuando ha completado su desarrollo, el cuerpo se le abre como una coraza y deja salir al extraterrestre adulto.

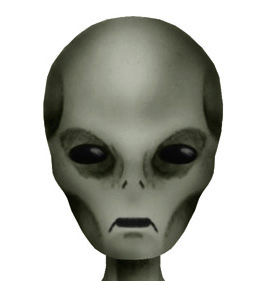
Representación imaginaria de la cabeza de un extraterrestre gris en edad adulta.

### Adulto
Es el extraterrestre clásico de tez grisácea, cabeza grande, ojos almendrados y gran inteligencia. Posiblemente posean todas la cualidades de las razas inferiores, tales como cambiar de forma, aunque no se les ha visto hacerlo. Ellos no trabajan activamente en el desarrollo de la Colonización. Utilizan varias razas esclavas y clones de estas razas híbridas, descendientes de los conspiradores originales. En el último capítulo de la cuarta temporada se realiza la autopsia a un extraterrestre adulto pero este termina siendo falso. Un plan del sindicato para hacer creer a Mulder que la vida extraterrestre no existe. 

"El cuerpo mide 147 centímetros de largo. Pesa 24 kilogramos sin líquidos. La dermis no tiene cabello, es gris con textura de elefante. Hay pequeñas erupciones en la superficie de la piel que parecen deberse a la presencia de fosfato de hierro en el hielo. De otro modo, parece que no hay cicatrices... sin marcas identificativas... la circunferencia de la cabeza es de 64 centímetros. Hay cuatro dedos en cada mano. Tres en cada pie. Sexo es... indeterminado. Los ojos están cubiertos por lo que parece ser una membrana delgada la cual voy a remover ahora. (Corta la membrana del globo ocular) El tejido de abajo parece ser semi-gelatinoso con una fina red de venas a través. (Saca las costillas) El examen de la cavidad pectoral confirma la presencia de lo que parece ser un sistema cardiopulmonar... corazón, pulmones, todo identificable. Dentro de una masa de tejido blanco que no parece corresponder a la fisiología humana".
Resultados de la autopsia realizada a una Entidad Biológica Extraterrestre por el DR. Arlinsky en 1997.

Cuando un Ente Recién Nacido o un Adulto es herido, sangra Cáncer Negro y vuelve a comenzar el ciclo.